# Jane Seymour
Joyce Penelope Wilhelmina Frankenberg, OBE, mais conhecida como Jane Seymour (Hayes, 15 de fevereiro de 1951), é uma atriz britânica.
Notabilizou-se por atuar em filmes como Live and Let Die (1973), Somewhere in Time (1980) e pela  série televisiva Dr. Quinn.
Em 2018, com 67 anos foi a protagonista de uma sessão fotográfica da revista "Playboy".

## Filmografia parcial
- 1972 - Young Winston
- 1973 - Live and Let Die
- 1977 - Sinbad and the Eye of the Tiger
- 1978 - Battlestar Galactica (versão de relançamento no cinema)
- 1980 - Somewhere in Time
- 1982 - The Scarlet Pimpernel
- 1983 - Lassiter
- 1985 - Head Office
- 1988 - War and Remembrance
- 1989 - La Révolution Française — Les Années Lumières
- 1989 - La Révolution Française — Les Années Terribles
- 1991 - Memories of Midnight
- 1993/1998 - Dr. Quinn, Medicine Woman (série de televisão)
- 1998 - Quest for Camelot (voz)
- 2000 - Yesterday's Children
- 2005 - Smallville como Genevieve Teague
- 2005 - Wedding Crashers
- 2006 - Blind Dating
- 2013 - Austenland
- 2014 - A Royal Christmas
- 2016 - Fifty Shades of Black
- 2016 - High Strung